# دوک لینگ
دوک لینگ (به انگلیسی: Duk Ling) یک کشتی است که طول آن ۷۰ فوت (۲۱ متر) می‌باشد.